# Aïda Diop
Aida Diop (sinh 27 tháng 4 năm 1970) là một vận động viên chạy nước rút người Sénégal chuyên 100 và 200 mét.
Tại Giải vô địch châu Phi năm 2000 ở Algiers, cô đã giành huy chương bạc ở cả 100 và 200 mét. Cô theo dõi tại Giải vô địch châu Phi năm 2002 tại Radès với một huy chương bạc khác trong 200 m. Cô đã giành được huy chương đồng tại Jeux de la Francophonie vào năm 1997 và 2001.
Cô đã tham dự Giải vô địch thế giới năm 1997, 1999 và 2001 cũng như Thế vận hội Mùa hè 2000 mà không lọt vào chung kết. Cô cũng đã tham gia cuộc thi tiếp sức 4 x 400 mét tại Giải vô địch thế giới và Thế vận hội.

## Thành tích cá nhân tốt nhất
- 100 mét - 11,26 giây (2002)
- 200 mét - 22,64 giây (2000)